# Edward Buzzell
Edward Buzzell (13 de noviembre de 1895 – 11 de enero de 1985) fue un director, guionista y actor cinematográfico de nacionalidad estadounidense, entre cuyas más importantes producciones figuran Child of Manhattan (1933), Honolulu (1939), las películas de los Hermanos Marx Una tarde en el circo (1939) y Los Hermanos Marx en el Oeste (1940), los musicales Best Foot Forward (1943, con Lucille Ball), Song of the Thin Man (1947, con Myrna Loy), y Neptune's Daughter (1949, con Esther Williams), además de Easy to Wed (1946), esta última con Van Johnson, Williams, y Ball.

## Biografía
Nacido en el barrio de Brooklyn, en Nueva York, actuó en el género del vodevil y en el circuito de Broadway, siendo contratado para actuar en 1929 en Little Johnny Jones, versión para el cine de la obra de George M. Cohan, film en el que actuaba Alice Day. Buzzell actuó en unos pocos cortos de Vitaphone, así como en el film en Technicolor The Devil’s Cabaret (1930). A principios de los años 1930 escribió guiones, y más tarde fue productor del popular The Milton Berle Show, que se estrenó en televisión en 1948.
En 1926, Buzzell se casó con la actriz Ona Munson, que más adelante encarnó a Belle Watling en Lo que el viento se llevó. La pareja se divorció en 1931. El 11 de agosto de 1934 se casó con Sara Clark, pero el matrimonio duró cinco semanas, y ella le dejó. Después, el 10 de diciembre de 1949, se casó con la actriz Lorraine Miller.
Edward Buzzell falleció en Los Ángeles, California, en 1985, a los 89 años de edad. Fue enterrado en el Cementerio Mount Sinai Memorial Park, en Los Ángeles.

## Filmografía completa

### Director
- 1931 : She served him right
- 1932 : Hollywood Speaks
- 1932 : The Big Timer
- 1932 : Virtue
- 1933 : Love, Honor, and Oh Baby!
- 1933 : Child of Manhattan
- 1933 : Ann Carver's Profession
- 1934 : Cross Country Cruise
- 1934 : The Human Side
- 1935 : Transient Lady
- 1935 : The Girl Friend
- 1936 : The Luckiest Girl in the World
- 1936 : Three Married Men
- 1937 : As Good as Married
- 1938 : Fast Company
- 1938 : Paradise for Three
- 1939 : Honolulu
- 1939 : Una tarde en el circo
- 1940 : Los Hermanos Marx en el Oeste
- 1941 : The Get-Away
- 1941 : Married Bachelor (codirigida con Norman Taurog)
- 1942 : The Omaha Trail
- 1942 : Ship Ahoy
- 1943 : Best Foot Forward
- 1943 : The Youngest Profession
- 1945 : Keep Your Powder Dry
- 1946 : Three Wise Fools
- 1946 : Easy to wed
- 1947 : Song of the Thin Man
- 1949 : Neptune's Daughter
- 1950 : A Woman of Distinction
- 1950 : Emergency Wedding
- 1953 : Confidentially Connie
- 1955 : Ain't Misbehavin
- 1961 : Mary Had a Little...

### Guionista
- 1929 : Little Johnny Jones, de Mervyn LeRoy
- 1933 : Love, Honor, and Oh Baby! (más dirección)
- 1934 : The Human Side (más dirección)
- 1935 : Transient Lady (más dirección)
- 1955 : Ain't Misbehavin (más dirección)

### Actor
- 1928 : Midnight Life, de Scott R. Dunlap
- 1929 : Little Johnny Jones, de Mervyn LeRoy
- 1930 : The Devil's Cabaret, de Nick Grinde
- 1931 : She served him right (más dirección)
- 1943 : The Youngest Profession (más dirección)

## Teatro
- 1920 : Broadway Brevities of 1920, revista, música de Archie Gottler, letras de Blair Treynor, producción de George LeMaire, con Eddie Cantor * 1922-1923 : The Gingham Girl, música de Albert Von Tilzer, letras de Neville Fleeson, libreto de Daniel Kusell
- 1924:  No Other Girl, música de Bert Kalmar, letras de Harry Ruby, dirección de Alfred Newman
- 1926:  Sweetheart Time, música de Walter Donaldson y Joseph Meyer, letras de Ballard MacDonald y Irving Caesar, libreto de Harry B. Smith
- 1926-1928:  The Desert Song, opereta de Sigmund Romberg, Oscar Hammerstein II y Otto Harbach
- 1928-1929:  Good Boy, música y dirección de Herbert Stothart, letras de Bert Kalmar y Harry Ruby, libreto de Otto Harbach, Oscar Hammerstein II y Henry Myers, coreografía de Busby Berkeley, con Charles Butterworth
- 1929:  Lady Fingers, música de Joseph Meyer, letras de Edward Eliscu, orquestación de Hans Spialek y Roy Webb, dirección de Roy Webb, con Ruth Gordon